# Actinodaphne sessilifructa
Actinodaphne sessilifructa är en lagerväxtart som beskrevs av C.J. Qi & K.W. Liu. Actinodaphne sessilifructa ingår i släktet Actinodaphne och familjen lagerväxter. Inga underarter finns listade i Catalogue of Life.